# Om Shanti Om
Pour plus de détails, voir Fiche technique et Distribution.
Om Shanti Om (ओम शांति ओम) est un film indien réalisé par Farah Khan et produit par Red Chillies Entertainment, avec Shahrukh Khan, Shreyas Talpade, Arjun Rampal, Kirron Kher et Deepika Padukone. Sorti le 9 novembre 2007 pour Diwali, le film est une superproduction. Farah Khan a réuni une trentaine de stars comme invités dans la chorégraphie de la chanson Deewangi Deewangi.

## Synopsis
Dans les années 1970, Om Prakash (Shahrukh Khan), un figurant, tombe amoureux d'une actrice reconnue, Shanti Priya (Deepika Padukone) avant de trouver la mort en essayant de la sauver. Om Prakash renaît sous le nom de Om Kapoor, fils d'un grand réalisateur. Hanté par les souvenirs de sa vie antérieure, il découvre la vérité sur sa mort et décide de se venger du meurtrier de Shanti.

## Fiche technique
Sauf mention contraire, cette fiche technique est établie à partir d'IMDb.
- Titre original : Om Shanti Om
- Titre original en hindi : ओम शान्ति ओम
- Réalisateur : Farah Khan
- Scénario : Mushtaq Sheikh, Farah Khan
- Direction artistique : Sabu Cyril
- Costumes : Karan Johar, Manish Malhotra, Sanjeev Mulchandani
- Photographie : Manikandan
- Son : Nakul Kamte
- Photographie : V.Manikandan
- Musique : Vishal-Shekhar, Pyarelal Ramprasad Sharma
- Montage : Shirish Kunder
- Production : Gauri Khan, Shah Rukh Khan
- Sociétés de production[3] : Films & Casting Temple Pvt. Ltd. Sydney, Red Chillies Entertainment
- Sociétés de distribution : Warner Bros. Pictures (2007), Eros International (2007) (États-Unis), StudioCanal UK (Royaume-Uni), Red Chillies Entertainment (Inde)
- Société d'effets spéciaux : Redchillies.VFX
- Budget de production : 350 000 000 ₹
- Pays de production :  Inde
- Langue : Hindi
- Format[4] : Couleurs - 2.35 : 1 - 35 mm Son DTS Dolby Digital SDDS
- Genre : Action, comédie, drame, musical, romance, thriller
- Durée : 162 minutes
- Dates de sortie en salles[5] :
  - Inde : 9 novembre 2007
  - États-Unis : 9 novembre 2007
  - Suisse : 3 juillet 2008 (Festival international du film fantastique de Neuchâtel 2008 Prix Mad Movies du meilleur film asiatique)
  - France : 26 décembre 2007
  - Royaume-Uni : 15 janvier 2008

## Distribution

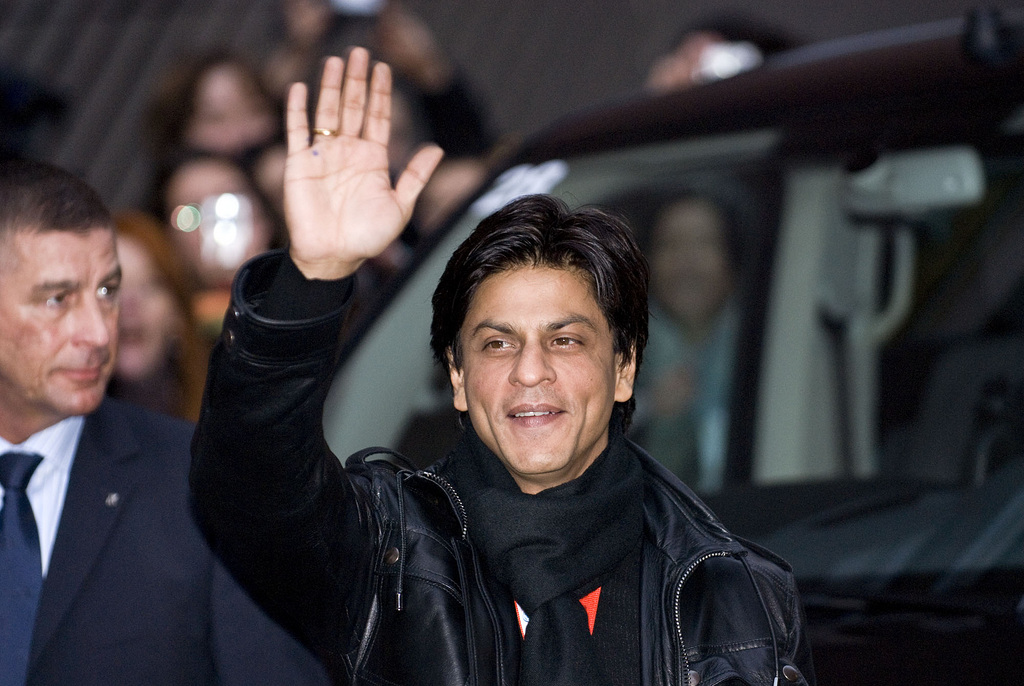
L'acteur Shahrukh Khan, pour la présentation du film à la Berlinale 2008.

- Shahrukh Khan : Om Prakash Makhija / Om Kapoor (« OK »)
- Deepika Padukone : Shanti Priya / Sandhya (« Sandy »)
- Arjun Rampal : Mukesh « Mike » Mehra
- Shreyas Talpade : Pappu Master
- Kiron Kher : Bela Makhija
- Javed Sheikh : Rajesh Kapoor
- Bindu : Kamini
- Asawari Joshi : Lovely Kapoor
- Yuvika Choudhary : Dolly
- Shawar Ali : Shawar

Caméos :
- Kajol : elle-même
- Amitabh Bachchan : lui-même
- Anil Kapoor : lui-même
- Uday Chopra : lui-même
- Hrithik Roshan : lui-même
- Abhishek Bachchan : lui-même
- Akshay Kumar : lui-même
- Bipasha Basu : elle-même
- Aishwarya Rai : elle-même
- Kareena Kapoor : elle-même
- Karisma Kapoor : elle-même
- Amisha Patel : elle-même
- Diya Mirza : elle-même
- Gauri Khan : elle-même
- Karan Johar : lui-même
- Malaika Arora : elle-même
- Rakesh Roshan : lui-même
- Rishi Kapoor : lui-même
- Shabana Azmi : elle-même
- Subhash Ghai : lui-même
- Yash Chopra : lui-même

## Musique
Albums de Vishal-Shekhar
Cash
(2007) Tashan
(2008)
Le film contient 8 chansons composées par Vishal-Shekhar sur des paroles de Javed Akhtar :
| 1.    | Ajab Si                           | Krishnakumar Kunnath | 4:03 |
| 2.    | Dard-e-Disco                      | Sukhwinder Singh, Caralisa Monteiro, Nisha, Marianne                                                                                            | 4:31 |
| 3.    | Deewangi Deewangi                 | Shaan, Udit Narayan, Shreya Ghoshal, Sunidhi Chauhan, Rahul Saxena                                                                              | 5:54 |
| 4.    | Main Agar Kahoon                  | Sonu Nigam, Shreya Ghoshal | 5:10 |
| 5.    | Jag Soona Soona Lage              | Rahat Fateh Ali Khan, Richa Sharma | 5:31 |
| 6.    | Dhoom Taana                       | Abhijeet Bhattacharya, Shreya Ghoshal | 6:15 |
| 7.    | Dastaan-E-Om Shanti Om            | Shaan | 7:08 |
| 8.    | Dard-e-Disco (Remix)              | Sukhwinder Singh, Caralisa Monteiro, Nisha, Marianne                                                                                            | 4:38 |
| 9.    | Deewangi Deewangi (Rainbow Mix)   | Shaan, Udit Narayan, Shreya Ghoshal, Sunidhi Chauhan, Rahul Saxena                                                                              | 4:48 |
| 10.   | Om Shanti Om (Medley Mix)         | Sukhwinder Singh, Caralisa Monteiro, Nisha, Marianne, Shaan, Udit Narayan, Shreya Ghoshal, Sunidhi Chauhan, Rahul Saxena, Abhijeet Bhattacharya | 6:06 |
| 11.   | Dastaan-E-Om Shanti Om (Dark Mix) | Shaan | 6:21 |
| 12.   | Om Shanti Om (Instrumental)       | | 0:58 |
| 61:23 |                                   | |      |